# Ковальовце
Ковальовце (пол. Kowalowce) — село в Польщі, у гміні Заблудів Білостоцького повіту Підляського воєводства.
Населення — 73 особи (2011).
У 1975-1998 роках село належало до Білостоцького воєводства.

## Демографія
Демографічна структура станом на 31 березня 2011 року:
|          | Загалом | Допрацездатний вік | Працездатний вік | Постпрацездатний вік |
| -------- | ------- | ------------------ | ---------------- | -------------------- |
| Чоловіки | 34      | 3                  | 28               | 3                    |
| Жінки    | 39      | 7                  | 15               | 17                   |
| Разом    | 73      | 10                 | 43               | 20                   |